# Benjamin Péret

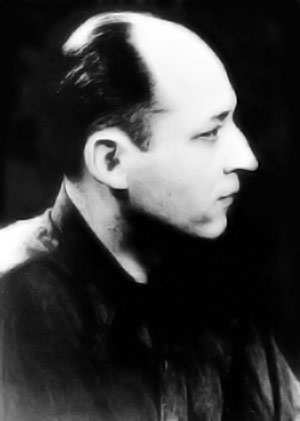
Benjamin Péret

Benjamin Péret (* 4. Juli 1899 in Rezé bei Nantes; † 18. September 1959 in Paris) war ein französischer Dichter und Schriftsteller des Surrealismus.

## Leben
Benjamin Péret stieß als Einundzwanzigjähriger zu den Pariser Dadaisten rund um Tristan Tzara, André Breton, Paul Éluard, Philippe Soupault, Max Ernst, Francis Picabia und anderen. Er war 1924 Mitbegründer des Surrealismus. Mit Pierre Naville gab er die ersten drei Nummern der Zeitung La Révolution Surréaliste (12 Nummern 1924–1929) heraus. Er trat 1927 mit Louis Aragon, André Breton, Paul Eluard und Pierre Unik der Kommunistischen Partei Frankreichs bei, um aber bald auf die Seite der trotzkistischen Opposition zu wechseln, wie viele der Surrealisten. 1929–1931 hielt er sich in Brasilien auf, wurde er aber wegen politischer Umtriebe eingesperrt und abgeschoben. In Paris verkehrte er wieder mit den Surrealisten. 1936 bis 1937 kämpfte er im Spanischen Bürgerkrieg auf kommunistischer, später anarchistischer Seite (Kolonne Durruti). In dieser Zeit lernte er die Malerin Remedios Varo kennen, mit der er zehn Jahre lang verheiratet war. 1939 wurde er zum französischen Kriegsdienst eingezogen, wo er wegen Bildung einer trotzkistischen Zelle in den Kerker musste. Er floh nach Marseille, wo er andere Surrealisten traf.
Péret ging 1941 bis 1947 ins Exil nach Mexiko, traf dort auf die Gruppe surrealistischer Dissidenten um den österreichischen Maler und Theoretiker Wolfgang Paalen und beschäftigte sich mit der Kultur der Indianer. Er erstellte Anthologien mit präkolumbischen Mythen; schrieb das große Gedicht Air Mexicain. In Mexiko stand er in engem Kontakt zu Natalja Iwanowna Sedowa, der Witwe von Leo Trotzki. Nach seiner Rückkehr nach Paris arbeitete er bis zu seinem Tod 1959 mit André Breton zusammen.
Pérets Poesie war außerhalb des Surrealismus kaum bekannt, in der Gruppe aber sehr beliebt: Wolfgang Paalen: „Wie sehr ich Dich liebe und bewundere. Die paar Bücher von Dir, die ich bei mir habe, gehören zu meinen größten, eifersüchtig bewahrten Schätzen.“ (Philippe Soupault: „Ich gäbe das ganze Werk Paul Eluards für ein Gedicht von Péret.“), der typische Dichter-Revolutionär der Surrealisten, für André Breton sein „teuerster und ältester Kampfgenosse“.

## Werke
- illustriert von Hans Arp: Le passager de transatlantique. 1921.
- illustriert von Yves Tanguy: Dormir dormir dans les pierres. 1927.
- Le grand jeu. 1928.
- illustriert von Pablo Picasso: De derrière des fagots. 1934.
- illustriert von Max Ernst: La Brebis galante. 1949.
- Le déshonneur des poètes. 1945.
  - deutsch Die Schande der Dichter. Nautilus.
- Le gigot. Sa vie et son oeuvre. Erzählungen. 1957
  - deutsch Als die grüne Minna vorbeifuhr. Nautilus.

- Œuvres complètes. bisher 7 Bände. José Corti.

weiter auf Deutsch:
- Das große Spiel / Le grand jeu. Ausgewählte Gedichte. dt./franz. Rimbaud, 2004. ISBN 3-89086-652-2.
- Von diesem Brot esse ich nicht. Edition Av, 2003.
- zusammen mit Paul Eluard: Hundertzweiundfünfzig Sprichwörter auf den neuesten Stand gebracht. Anabas, 1995.
- Der Mond der Zaparo. Mythen und Märchen Amerikas. Nautilus, 1998.
- Naturgeschichte. Renner, 1984.